# Hajo Banzhaf
Hajo Banzhaf (15. května 1949, Gütersloh – 11. února 2009, Mnichov) byl německý filosof, astrolog a spisovatel.
Po studiu filozofie dvanáct let úspěšně pracoval v jedné mnichovské bance. Od roku 1985 byl na volné noze jako autor, astrolog a vedoucí školy tarotu v Mnichově.
Hajo Banzhaf byl mnoho let vydavatelem knižní řady „Kailasch“ v mnichovském nakladatelství Heinrich Hugendubel. Jako autor nebo spoluautor napsal řadu knih o astrologii a tarotu, přeložených do 21 jazyků.

## Dílo
- Das Arbeitsbuch zum Tarot Kailash (Heinrich Hugendubel Verlag), ISBN 3-7205-2424-8
- Das Tarot-Handbuch Kailash (Heinrich Hugendubel Verlag), ISBN 3-88034-697-6
- Der Crowley-Tarot in Zusammenarbeit mit Akron, Kailash (Heinrich Hugendubel Verlag), ISBN 3-7205-2514-7
- Die vier Elemente in Astrologie und Tarot Goldmann Taschenbuch, ISBN 3-442-12216-3
- Du bist alles, was mir fehlt in Zusammenarbeit mit Brigitte Theler, Kailash (Heinrich Hugendubel Verlag), ISBN 3-88034-906-1
- Symbolik und Bedeutung der Zahlen Goldmann Arkana, ISBN 3-442-33760-7
- Tarot und der Lebensweg des Menschen Kailash (Heinrich Hugendubel Verlag), ISBN 3-7205-2705-0
- Der Universal Waite Tarot - Das Deutungsbuch mit 78 Universal Waite Karten, AGM Urania, Neuhausen 2005, ISBN 978-3-03819-006-6